# 陈其钢
陈其钢（1951年8月28日—），旅法华人作曲家。

## 生平
陈其钢生于上海，祖籍浙江黄岩。父亲陈叔亮为书法家。1964年，陈其钢考入中央音乐学院附中主修单簧管。1973年至1977年，在浙江省管弦乐团先后任演奏员、指挥和作曲。1977年，入中央音乐学院作曲系，师从罗忠镕。1983年毕业并获留学资格，次年赴法国深造。1984年10月－1988年，获梅西安赏识而成为其关门弟子，同时师从巴黎音乐学院的L.Malee、C.Ballif、B.Jolas。1988年，获巴黎音乐师范学院高级作曲文凭，1989年，获索邦大学硕士学位，之后便留在法国发展作曲事业。2006-2008年，任北京奥运会开幕式音乐总设计。

## 作品
代表作有：芭蕾舞剧音乐《大红灯笼高高挂》（2000）、大提琴协奏曲《逝去的时光》（1995）、管弦乐组曲《五行》（1999）、双乐队协奏曲《蝶恋花》（2001）、弦乐室内乐《走西口》（2003）、钢琴协奏曲《二黄》（2009）、钢琴曲《京剧瞬间》（2000）等。2008年夏季奧林匹克運動會開幕式的主题曲《我和你》是由他作词作曲，并且由他担任开幕式的音乐总监。

### 电影配乐
- 2010年《山楂树之恋》
- 2011年《金陵十三钗》，获得第六届亚洲电影大奖最佳原创音乐提名
- 2013年《归来》第51届金马奖最佳原创电影音乐、第16届华表奖优秀音乐

## 个人生活
陈其钢与旅法钢琴家黎耘是夫妻，音乐制作人陈雨黎（1983－2012）是他们的儿子。

## 评价
作曲家王西麟曾经批评陈其钢等第五代中国作曲家作品内容肤浅，多涉风花雪月，“没有回答历史对他们的深刻要求，也没有思想家批判历史这样的深度，没有思想批判的深度”郭文景对此的回应是：作曲家有“选择自己熟悉、喜爱、擅长的题材来进行创作的自由”。

## 获奖与荣誉
- 1986年，法国第二届世界单簧管节作曲国际比赛第一名[1][4]（单簧管与弦乐四重奏《易》）
- 1988年，德国第34届达姆施塔特夏校（英语：Darmstädter Ferienkurse）“奖学金”奖[12]（室内乐六重奏《梦之旅》）
- 1988年，意大利第27届的里雅斯特国际交响乐作曲大赛一等奖[13]（管弦乐作品《源》）
- 1989年、1992年，布朗热国际音乐基金会奖金[1][4]
- 2005年，法国音乐版权组织（英语：Société des auteurs, compositeurs et éditeurs de musique）交响音乐大奖[14]
- 2012年，法兰西艺术院罗西尼奖（英语：Prix Rossini）[15]
- 2013年，法国艺术及文学骑士勋章[16]